# Dyme annulicornis
Dyme annulicornis är en insektsart som beskrevs av Morgan Hebard 1924. Dyme annulicornis ingår i släktet Dyme och familjen Diapheromeridae. Inga underarter finns listade i Catalogue of Life.